# ۵
۵ یا پَنج، ششمین عدد تک رقمی و پنجمین عدد طبیعی و ششمین عدد حسابی است. ۵ بعد از عدد ۴ و قبل از عدد ۶ می‌آید.
اعدادی بر ۵ بخش‌پذیرند که رقم یکان آن‌ها ۰ (صفر) یا ۵ (پنج) باشد؛ مانند: ۲۰ یا ۲۵.